# Хайнкес, Юпп
Йо́зеф Ха́йнкес (нем. Josef Heynckes; род. 9 мая 1945, Мёнхенгладбах), более известный как Юпп Ха́йнкес (нем. Jupp Heynckes, немецкое произношение: [ˈjʊp ˈhaɪnkəs]) — немецкий футболист и футбольный тренер.
Выступал на позиции нападающего. Известен как игрок «Боруссии» из Мёнхенгладбаха и национальной сборной. В качестве игрока Юпп — четырёхкратный чемпион ФРГ (1970/71, 1974/75, 1975/76, 1976/1977), обладатель кубка ФРГ (1972/73) и кубка УЕФА (1974/75) в составе «Боруссии», чемпион Европы (1972) и мира (1974) в составе сборной Германии.
Тренировал пять немецких клубов («Боруссию» из Мёнхенгладбаха (дважды), мюнхенскую «Баварию» (четырежды), франкфуртский «Айнтрахт», гельзенкирхенский «Шальке» и леверкузенский «Байер»), три испанских («Атлетик» (дважды), «Тенерифе» и мадридский «Реал») и один португальский — «Бенфику». В качестве тренера Хайнкес — двукратный победитель Лиги чемпионов (с «Реалом» в сезоне 1997/98 и «Баварией» в сезоне 2012/13), четырёхкратный чемпион Германии (1988/89, 1989/90, 2012/13 и 2017/18) и обладатель кубка Германии (2012/13).
Юпп Хайнкес — один из 18 тренеров, дважды выигрывавших Лигу чемпионов УЕФА, при этом один из пяти тренеров, выигрывавших этот турнир с двумя разными клубами.
16 июня 2013 года Хайнкес объявил о завершении тренерской карьеры. Однако 6 октября 2017 года возобновил тренерскую карьеру, вновь став тренером «Баварии». Повторно завершил тренерскую карьеру после окончания сезона 2017/18.

## Игровая карьера

### Клубная
На клубном уровне Хайнкес выступал за «Боруссию» из Мёнхенгладбаха и «Ганновер 96». Он был быстрым и мастеровитым форвардом. Его партнёрами по «Боруссии» были такие великие игроки, как Гюнтер Нетцер, Херберт Виммер, Аллан Симонсен, Берти Фогтс, Вольфганг Клефф и другие, тренировали команду сначала Хеннес Вайсвайлер, затем Удо Латтек. Период, наступивший для «Боруссии» после возвращения Хайнкеса из «Ганновера», является лучшим в истории команды по числу выигранных трофеев, он получил название «золотое десятилетие». Многие игроки команды вызывались в сборную Западной Германии, ставшую тогда на некоторое время сильнейшей в мировом футболе и выигравшую ЧЕ-1972 и ЧМ-1974. Хайнкес был одним из ведущих игроков команды, забив более 230 мячей за неё во всех турнирах.

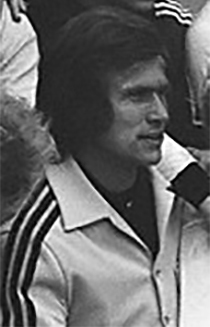
Хайнкес в 1974 году

В составе «Боруссии» Хайнкес четыре раза выигрывал чемпионат ФРГ, побеждал в Кубке УЕФА и Кубке ФРГ. И во всех этих успехах команды его роль была велика. Дважды подряд, находясь в расцвете своего таланта, он становился лучшим бомбардиром Бундеслиги. В финале Кубка УЕФА 1974/75 он сделал хет-трик в ответном матче против «Твенте», его клуб победил голландцев 5:1. За два года до того он сделал дубль в ответном матче финальной двухматчевой серии Кубка УЕФА против «Ливерпуля», но это не помогло его команде, уступившей по сумме двух матчей великой команде «красных» под руководством Билла Шенкли, на дубль Хайнкеса ответил дублем Кевин Киган. В финале КЕЧ 1976/77 «Боруссия» снова уступила мерсисайдцам, которых к тому моменту тренировал уже другой великий тренер, Боб Пейсли. Оба раза «Боруссии» противостояли такие игроки, как Томми Смит, Рэй Клеменс, Кевин Киган, Стив Хайвэй и другие. Тем не менее, благодаря отказу «Ливерпуля», именно немецкий клуб получил право сыграть в Межконтинентальном кубке 1977 года против «Боки Хуниорс», сильнейшей команды Южной Америки тех лет; впрочем, в тех двух играх Хайнкес, карьера которого к тому времени подходила к концу, на поле не вышел; «Боруссия» тогда уступила по сумме двух матчей.
Последним сезоном Хайнкеса в качестве игрока стал сезон 1977/78, в котором его команда лишь по дополнительным показателям уступила чемпионство «Кёльну». Вообще же основным конкурентом «Боруссии» во времена Хайнкеса на внутренней арене была мюнхенская «Бавария», ещё один клуб, давший большое число игроков сборной Германии тех лет, клуб, в котором блистали Франц Беккенбауэр, Пауль Брайтнер, Герд Мюллер, Зепп Майер и многие другие; на клубном уровне все они, естественно, многократно играли против Хайнкеса и его команды, в сборной же были его партнёрами и вместе выиграли немало матчей; также интересно, что Удо Латтек, принявший «Боруссию» после ухода Вайсвайлера, до того тренировал именно «Баварию», её принципиального соперника в те годы.
Хайнкес занимает третье место по числу голов за всю историю Бундеслиги с 220 мячами, уступая Герду Мюллеру (365 голов) и Клаусу Фишеру (268 голов).

### В сборной
За сборную ФРГ сыграл 39 матчей, забил 14 голов. Сыграл оба матча финальной части ЧЕ-1972, ставшего победным для немцев. На победном ЧМ-1974 сыграл два матча из семи, оба на первом групповом этапе. Голов на обоих этих турнирах не забивал. Вообще за девять лет игр за сборную появлялся на поле регулярно, был одной из важных частей великой команды Хельмута Шёна наряду с Беккенбауэром, Зеппом Майером, Гердом Мюллером, Брайтнером, Нетцером и др.

## Тренерская карьера

### 1979—1987. «Боруссия» (Мёнхенгладбах)
В последний год своей игровой карьеры Хайнкес завершил обучение в качестве футбольного тренера в Кёльнском спортивном университете. В 1979 году он сменил Удо Латтека на посту тренера мёнхенгладбахской «Боруссии» и в возрасте 34 лет стал самым молодым главным тренером в Бундеслиге на тот момент. Несмотря на то, что в этот период клубу приходилось отпускать ведущих игроков в различные топ-клубы, Хайнкес практически постоянно удерживал свою новообразованную команду в верхней трети таблицы — за исключением сезона 1982/83, когда она долгое время находилась под угрозой вылета. Свой самый успешный сезон он завершил в сезоне 1983/84, когда «Мёнхенгладбах» занял третье место в таблице, сравнявшись по очкам с чемпионом «Штутгартом» и занявшим второе место с «Гамбургом». В том же году под руководством Хайнкеса клуб вышел в финал Кубка Германии, уступив лишь «Баварии» по пенальти со счетом 7:8 (1:1). В сезоне 1986/87 Мёнхенгладбах снова занял третье место в Бундеслиге и снова стал лучшим бомбардиром Бундеслиги в лице Уве Рана. Ран закончил сезон в качестве лучшего бомбардира с 24 голами. В Кубке Германии в том же году клуб дошёл до полуфинала. В качестве тренера «Боруссии» он так и не выиграл ни одного титула. 22 апреля 1987 года его команда выбыла из полуфинала Кубка УЕФА после ничьей 0:0 с шотландским клубом «Данди Юнайтед», за которой последовало домашнее поражение 2:0. После завершения сезона Юпп Хайнкес ушёл в мюнхенскую «Баварию».
Хейнкеса считают первооткрывателем Лотара Маттеуса, который перешёл из «Херцогенаураха» в 18-летним возрасте. В 1979 году под руководством специалиста немец превратился в постоянного игрока основы.

### 1987—1991: «Бавария» Мюнхен
1 июля 1987 года Юпп Хайнкес был принят на работу в мюнхенскую «Баварию» — его предшественником снова стал Удо Латтек, который в предыдущем сезоне привёл команду к чемпионскому титулу. Первый год Хайнкеза был не очень удачным с точки зрения «Баварии». Заняв второе место в чемпионате и не завоевав титул в других соревнованиях, Хайнкес перестроил состав немецкого клуба, подписав несколько новых игроков (в том числе Юргена Колера, Алана Макиналли, Томаса Штрунца), и выиграл чемпионат Германии в 1989 году. В следующем году «Бавария» защитила этот титул под руководством Хайнкеса. После того, как в сезоне 1990/91 клуб занял второе место после «Кайзерслаутерна», сезон 1991/92 стал кризисным для «баварцев», которые были ослаблени уходом Юргена Колера и Штефана Ройтера и травмами Раймонда Аумана и Бриана Лаудрупа. После четырёх подряд игр без побед и домашнего поражения 4:1 от «Штутгартер Кикерс», Хейнкес был уволен 8 октября 1991 года и заменен на Сёрена Лербю. Почетный президент Ули Хёнесс впоследствии назвал это решение «величайшим просчетом» в своей карьере. «Бавария» занимала лишь двенадцатое место в таблице с четырьмя победами, четырьмя ничьими и четырьмя поражениями. Лербю, который также не добился успеха, в середине марта сменил Эрих Риббек. Мюнхенская «Бавария» закончила сезон на десятом месте. Впервые с 1979 года немецкий футбольный клуб не прошёл квалификацию на международные соревнования.

### 1992—1994: «Атлетик Бильбао»
Летом 1992 года Юпп Хайнкес подписал контракт с испанским клубом первого дивизиона «Атлетик Бильбао» и стал третьим немецким тренером в высшей футбольной лиге Испании после Хеннеса Вайсвайлера и Удо Латтека.
Его пребывание в баскском клубе было успешным с самого начала. Следуя философии клуба, который использует только игроков из Страны Басков, Хайнкес создал команду, которая за первый год поднялась с 15-го на восьмое место, а во второй год квалифицировалась в Кубок УЕФА, заняв пятое место. В этот период Хайнкес вновь проявил чутьё на молодые таланты, привлекая, в частности, баскскую звезду Юлена Герреро.

### 1994—1995. «Айнтрахт» Франкфурт
1 июля 1994 году Хайнкес возглавил франкфуртский «Айнтрахт». Хорст Кёппель был нанят помощниками тренера. Его первым матчем была победа со счетом 6:0 над «Гёттингеном 05» в первом раунде Кубка Германии.
Затем работал с испанским «Тенерифе», добившись выхода в полуфинал Кубка УЕФА 1996/97, по ходу турнира середняк Примеры неожиданно выбил «Фейеноорд» и «Лацио», в 1/2 финала клуб Хайнкеса уступил «Шальке 04» лишь в овертайме. После того, как Хайнкес таким образом подтвердил свой высокий класс как тренера, его пригласил мадридский «Реал». Под руководством Хайнкеса мадридцы победили в Лиге чемпионов УЕФА 1997/98, в финале был переигран «Ювентус». Из игроков тогдашнего состава «Реала» можно выделить Предрага Миятовича, Бодо Иллгнера, Роберто Карлоса, Давора Шукера, Фернандо Йерро, Кларенса Зеедорфа, Рауля, Кристиана Карамбё, Фернандо Редондо, Савио; команда была, пожалуй, лидером тех лет по количеству собранных звёзд и одним из лидеров по качеству игры. Титул, выигранный мадридцами под руководством Хайнкеса, стал первым для них за 32 года. Как бы то ни было, у руководства «Реала» имелись определённые претензии к работе немецкого специалиста, 4-е место в Ла Лиге в том сезоне было расценено как провал, и, несмотря на победу в Лиге чемпионов, Хайнкес покинул свой пост по окончании сезона.
В дальнейшем карьера Хайнкеса пошла на спад. Один сезон отработал в «Бенфике», став третьим в первенстве Португалии, затем не слишком успешно и недолго тренировал «Атлетик Бильбао» и «Шальке 04». В мае 2006 года возглавил родную «Боруссию», но уже 31 января 2007 года подал в отставку по причине провальных результатов, а команда по итогам сезона заняла предпоследнее место и вылетела из Бундеслиги. 27 апреля 2009 года возглавил в качестве временного тренера «Баварию» после увольнения Юргена Клинсмана. Перед ним стояла задача выиграть Бундеслигу, но в итоге мюнхенцы уступили два очка «Вольфсбургу», став вторыми. Отработав около месяца, он покинул свой пост по окончании сезона. 5 июня 2009 года Юпп Хайнкес подписал контракт с леверкузенским «Байером» (приведя его в 2011 году к серебряным медалям Бундеслиги).
По окончании сезона 2010/11 Хайнкес покинул «Байер 04» и был назначен главным тренером мюнхенской «Баварии». В сезоне 2011/2012 «Бавария» не завоевала ни одного трофея. В Бундеслиге «Бавария» за четыре тура до финиша проиграла в очной встрече «Боруссии» Дортмунд со счетом 0:1 и практически лишилась шансов на золото. В Кубке Германии «Бавария» дошла до финала, где со счётом 2:5 проиграла той же «Боруссии». В Лиге чемпионов «Бавария» также добралась до финала, выбив по пути из розыгрыша «Реал» Мадрид. Финал проходил на домашнем стадионе «Баварии», «Альянц Арене», где «Бавария» проиграла в серии пенальти лондонскому «Челси» 3:4. Основное время матча закончилось со счётом 1:1.

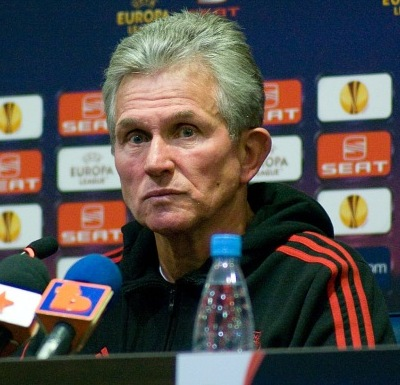
Хайнкес у руля «Баварии»

После того как в СМИ появилась информация о том, что на пост главного тренера «Баварии» назначен Хосеп Гвардиола, но к своим тренерским обязанностям он приступит только по окончании сезона 2012/13, Хайнкесом стали интересоваться некоторые топ-клубы Европы.
Последний сезон во главе «Баварии» получился самым успешным в карьере Хайнкеса. Мюнхенский клуб под его руководством выиграл все разыгрывающиеся трофеи (чемпионат, Кубок и Суперкубок Германии, а также Лигу чемпионов УЕФА), Юпп стал первым тренером в истории Бундеслиги, кому удалось завоевать «золотой хет-трик».

16 июня 2013 года Хайнкес заявил о том, что заканчивает карьеру в футболе: 
Могу с уверенностью заявить, что я завершаю тренерскую карьеру. Момент для этого подходящий. «Бавария» нашла мне подходящую замену, но если бы этого не произошло, тогда бы я, возможно, остался.
9 декабря Хайнкес наряду с сэром Алексом Фергюсоном и Юргеном Клоппом был номинирован на звание лучшего тренера года ФИФА. В итоге именно Хайнкес был удостоен этой награды.
6 октября 2017 года Хайнкес возобновил тренерскую карьеру, вновь возглавив «Баварию» после увольнения Карло Анчелотти. Контракт со специалистом был рассчитан до конца сезона. За это время Хайнкес привёл команду к очередному чемпионскому титулу.

## Достижения
В качестве игрока
«Боруссия» Мёнхенгладбах
- Чемпион ФРГ (4): 1970/71, 1974/75, 1975/76, 1976/77
- Обладатель Кубка ФРГ: 1972/73
- Обладатель Кубка УЕФА: 1974/75
- Обладатель Суперкубка ФРГ: 1977 (неофициально)
- Обладатель Кубка Жоана Гампера: 1972

Сборная ФРГ
- Чемпион Европы: 1972
- Чемпион мира: 1974

В качестве тренера
«Бавария» Мюнхен
- Чемпион Германии (4): 1988/89, 1989/90, 2012/13, 2017/18
- Победитель Лиги чемпионов УЕФА: 2012/13
- Обладатель Суперкубка Германии (3): 1987, 1990, 2012
- Обладатель Кубка Германии: 2012/13.

«Шальке»
- Победитель Кубка Интертото (2): 2003, 2004

«Реал Мадрид»
- Победитель Лиги чемпионов УЕФА: 1997/98
- Обладатель Суперкубка Испании : 1997

### Личные
- Лучший бомбардир чемпионата ФРГ (2): 1973/74 (30 голов; вместе с Гердом Мюллером), 1974/75 (27 голов)
- Лучший бомбардир Кубка УЕФА (2): 1972/73 (12 голов), 1974/75 (10 голов)
- Лучший бомбардир Кубка европейских чемпионов: 1975/1976 (6 голов)
- Лучший бомбардир Кубка обладателей кубков УЕФА: 1973/1974 (8 голов)
- Лучший бомбардир в истории мёнхенгладбахской «Боруссии»: 298 голов
- Лучший бомбардир мёнхенгладбахской «Боруссии» в немецкой Бундеслиге: 195 голов
- Тренер года по версии ФИФА: 2013
- 25 место в рейтинге лучших тренеров в истории футбола по версии France Football: 2019[37]

## Статистика выступлений
| Клуб                     | Сезон               | Лига | Лига | Кубок ФРГ | Кубок ФРГ | Еврокубки | Еврокубки | Прочие | Прочие | Итого | Итого |
| Клуб                     | Сезон               | Игры | Голы | Игры      | Голы      | Игры      | Голы      | Игры   | Голы   | Игры  | Голы  |
| ------------------------ | ------------------- | ---- | ---- | --------- | --------- | --------- | --------- | ------ | ------ | ----- | ----- |
| Боруссия (Мёнхенгладбах) | 1964/65             | 25   | 23   | 1         | 1         | -         | -         | 6      | 6      | 32    | 30    |
| Боруссия (Мёнхенгладбах) | 1965/66             | 27   | 12   | 2         | 0         | 0         | 0         | 0      | 0      | 29    | 12    |
| Боруссия (Мёнхенгладбах) | 1966/67             | 30   | 15   | 1         | 0         | 0         | 0         | 0      | 0      | 31    | 15    |
| Боруссия (Мёнхенгладбах) | Итого               | 82   | 50   | 4         | 1         | 0         | 0         | 6      | 6      | 92    | 57    |
| Ганновер 96              | 1967/68             | 29   | 10   | 1         | 0         | 1         | 0         | 3      | 1      | 34    | 11    |
| Ганновер 96              | 1968/69             | 34   | 9    | 4         | 2         | 6         | 5         | 6      | 4      | 50    | 20    |
| Ганновер 96              | 1969/70             | 23   | 6    | 1         | 2         | 2         | 1         | 4      | 2      | 30    | 11    |
| Ганновер 96              | Итого               | 86   | 25   | 6         | 4         | 9         | 6         | 13     | 7      | 114   | 42    |
| Боруссия (Мёнхенгладбах) | 1969/70             | 0    | 0    | 2         | 1         | 0         | 0         | 0      | 0      | 2     | 1     |
| Боруссия (Мёнхенгладбах) | 1970/71             | 33   | 19   | 4         | 1         | 4         | 2         | 0      | 0      | 41    | 22    |
| Боруссия (Мёнхенгладбах) | 1971/72             | 31   | 19   | 5         | 2         | 4         | 1         | 0      | 0      | 40    | 22    |
| Боруссия (Мёнхенгладбах) | 1972/73             | 33   | 28   | 9         | 7         | 11        | 12        | 10     | 5      | 63    | 52    |
| Боруссия (Мёнхенгладбах) | 1973/74             | 33   | 30   | 3         | 2         | 7         | 8         | 0      | 0      | 43    | 40    |
| Боруссия (Мёнхенгладбах) | 1974/75             | 31   | 27   | 2         | 4         | 10        | 11        | 0      | 0      | 43    | 42    |
| Боруссия (Мёнхенгладбах) | 1975/76             | 24   | 12   | 4         | 1         | 6         | 6         | 0      | 0      | 34    | 19    |
| Боруссия (Мёнхенгладбах) | 1976/77             | 20   | 15   | 1         | 0         | 7         | 1         | 0      | 0      | 28    | 16    |
| Боруссия (Мёнхенгладбах) | 1977/78             | 21   | 18   | 4         | 5         | 6         | 4         | 0      | 0      | 31    | 27    |
| Боруссия (Мёнхенгладбах) | Итого               | 226  | 168  | 34        | 23        | 55        | 45        | 10     | 5      | 325   | 241   |
| Всего за «Боруссию»      | Всего за «Боруссию» | 308  | 218  | 38        | 24        | 55        | 45        | 16     | 11     | 417   | 298   |
| Всего за карьеру         | Всего за карьеру    | 394  | 243  | 44        | 28        | 64        | 51        | 29     | 18     | 531   | 340   |

## Тренерская статистика
| Боруссия (М)         | Федеративная Республика Германии (1949—1990) | 1 июля 1979    | 30 июня 1987     | 340  | 166 | 76  | 98  | 48,82 |
| Бавария              | Федеративная Республика Германии (1949—1990) | 1 июля 1987    | 8 октября 1991   | 198  | 113 | 46  | 39  | 57,07 |
| Атлетик Бильбао      | Испания                                      | 1 июля 1992    | 30 июня 1994     | 84   | 39  | 17  | 28  | 46,42 |
| Айнтрахт (Франкфурт) | Германия                                     | 1 июля 1994    | 2 апреля 1995    | 34   | 12  | 9   | 13  | 35,29 |
| Тенерифе             | Испания                                      | 1 июля 1995    | 30 июня 1997     | 98   | 40  | 25  | 33  | 40,81 |
| Реал Мадрид          | Испания                                      | 1 июля 1997    | 30 июня 1998     | 53   | 26  | 15  | 12  | 49,05 |
| Бенфика              | Португалия                                   | 1 июля 1999    | 20 сентября 2000 | 43   | 25  | 7   | 11  | 58,13 |
| Атлетик Бильбао      | Испания                                      | 1 июня 2001    | 30 июня 2003     | 78   | 30  | 21  | 27  | 38,46 |
| Шальке 04            | Германия                                     | 1 июля 2003    | 15 сентября 2004 | 51   | 23  | 13  | 15  | 45,09 |
| Боруссия (М)         | Германия                                     | 1 июля 2006    | 2 февраля 2007   | 21   | 5   | 4   | 12  | 23,80 |
| Бавария (и. о.)      | Германия                                     | 27 апреля 2009 | 30 июня 2009     | 5    | 4   | 1   | 0   | 80,00 |
| Байер 04             | Германия                                     | 1 июля 2009    | 30 июня 2011     | 84   | 44  | 25  | 15  | 52,38 |
| Бавария              | Германия                                     | 1 июля 2011    | 30 июня 2013     | 109  | 85  | 10  | 14  | 77,98 |
| Бавария              | Германия                                     | 6 октября 2017 | 30 июня 2018     | 42   | 34  | 3   | 5   | 82,92 |
| Всего                | Всего                                        | Всего          | Всего            | 1239 | 646 | 272 | 321 | 52,13 |

Данные на 20 мая 2018 года